# Anita – Tänze des Lasters
Anita – Tänze des Lasters és una pel·lícula alemanya del 1988 dirigida per Rosa von Praunheim. La pel·lícula segueix una dona gran delirant que es creu que és Anita Berber (1899–1928), una ballarina alemanya que, amb la seva parella, Sebastian Droste, va arribar a representar la decadència del Berlín dels anys 20 amb el seu ball nu, la seva addicció a la cocaïna i la seva vida sexual desinhibida.
La història d'Anita Berber s'explica a través dels pensaments i el record de la dama gran (interpretada per Lotti Huber) que està tancada en un manicomi. Allà, en els seus somnis i intercanvis amb pacients i personal, es reviuen escenes de la vida escandalosa de l'Anita. La pel·lícula està dividida en dues seccions amb totes les escenes que tenen lloc sobre l'asil rodades en blanc i negre i la part d'Anita Berber rodada en color.